# Eugaleaspidiformes
Ordre
Familles de rang inférieur
- † Eugaleaspidae

Genres de rang inférieur
- † Eugaleaspis
- † Shuyu
- † Sinogaleaspis
- † Yunnanogaleaspis
- † Dunyu

Les Eugaleaspidiformes forment un ordre fossile de poissons préhistoriques sans mâchoire marins et d'eau douce, qui vivaient en Asie de l'Est du Télychien au Dévonien inférieur.

## Genres
Des genres sont rattachés à cet ordre, dont :
- Eugaleaspis
- Shuyu
- Sinogaleaspis
- Yunnanogaleaspis
- Nochelaspis
- Falxcornus
- Dunyu
- Xitunaspis
- Yongdongaspis
- Qingshuiaspis
- Anjiaspis